# Holmegårds Mose og Porsmose
Holmegårds Mose og Porsmose este o arie protejată (arie de protecție specială avifaunistică — SPA) din Danemarca întinsă pe o suprafață de 1.905 ha, integral pe uscat.

## Localizare
Centrul sitului Holmegårds Mose og Porsmose este situat la coordonatele 55°17′48″N 11°50′33″E / 55.296667°N 11.8425°E.

## Înființare
Situl Holmegårds Mose og Porsmose a fost declarat arie de protecție specială avifaunistică în mai 1983 pentru a proteja 18 specii de animale.

## Biodiversitate
Situată în ecoregiunea continentală, aria protejată nu include niciun habitat protejat.
La baza desemnării sitului se află mai multe specii protejate de  păsări (18): pescăruș albastru (Alcedo atthis), rață pitică (Anas crecca), gâscă cenușie (Anser anser), gâscă de semănătură (Anser fabalis), ciuf de câmp (Asio flammeus), buhai de baltă (Botaurus stellaris), erete de stuf (Circus aeruginosus), erete vânăt (Circus cyaneus), cristeiul de câmp (Crex crex), lebădă de iarnă (Cygnus cygnus), șoim călător (Falco peregrinus), cocor (Grus grus), codalb (Haliaeetus albicilla), sfrâncioc roșiatic (Lanius collurio), viespar (Pernis apivorus), bătăuș (Philomachus pugnax), cresteț pestriț (Porzana porzana), fluierar de mlaștină (Tringa glareola).